# Finale del campionato NFL 1963
La finale del campionato NFL 1963 è stata la 31ª del campionato della NFL. La gara si tenne il 29 dicembre 1964 al Wrigley Field di Chicago, Illinois. In origine, il Commissioner della lega Pete Rozelle chiese al proprietario/allenatore dei Bears George Halas di spostare la gara al Soldier Field per la sua maggiore capienza e per la possibilità di sfruttare l'impianto di illuminazione. Quando Halas rifiutò, Rozelle fissò l'ora del calcio d'inizio alle 12.05.
I Giants, allenati da Allie Sherman, erano noti per il loro attacco potente, che segnò 448 punti in 14 partite. Erano guidati dal quarterback Y.A. Tittle che quell'anno lanciò un record NFL di 36 passaggi da touchdown. Altri giocatori importanti dell'attacco erano i Pro Bowler Del Shofner e Frank Gifford. La difesa della squadra, classificata quinta nella lega quell'anno, era capitanata dal futuro membro della Pro Football Hall of Fame Sam Huff.
Per quanto riguarda i Bears invece, il loro punto forte era la difesa soprannominata Monsters of the Midway. Guidata dal coordinatore difensivo George Allen, questa concesse solamente 144 punti in 14 partite e aveva tra le sue file il futuro hall of famer Doug Atkins. L'attacco dei Bears, guidato dal quarterback Bill Wade, prima scelta assoluta del Draft NFL 1952, non era ai livelli di quello dei Giants, ma poteva contare su un futuro hall of famer come il tight end Mike Ditka.

## Marcature
Primo quarto
- NYG – TD Gifford su passaggio da 14 yard di Tittle (extra point segnato da Chandler), 7:22 7–0 NYG
- CHI – TD Wade su corsa da 2 yard (extra point segnato da Jencks), 14:44 7–7 pari

Secondo quarto
- NYG – FG Chandler da 13 yard, 5:11 10–7 NYG

Terzo quarto
- CHI – TD Wade su corsa da 1 yard (extra point segnato da Jencks), 12:48 14–10 CHI

Quarto quarto
- Nessuno

## Arbitri
- Capo-arbitro: (56) Norm Schachter
- Umpire: (15) Ralph Morcroft
- Capo degli arbitri di linea: (?) Dan Tehan
- Arbitro posteriore: (47) Ralph Vandenberg
- Arbitro di campo: (21) Fred Swearingen